# Hamacreadium hypentelii
Hamacreadium hypentelii är en plattmaskart. Hamacreadium hypentelii ingår i släktet Hamacreadium och familjen Opecoelidae. Inga underarter finns listade i Catalogue of Life.